# گذرنامه رومانیایی

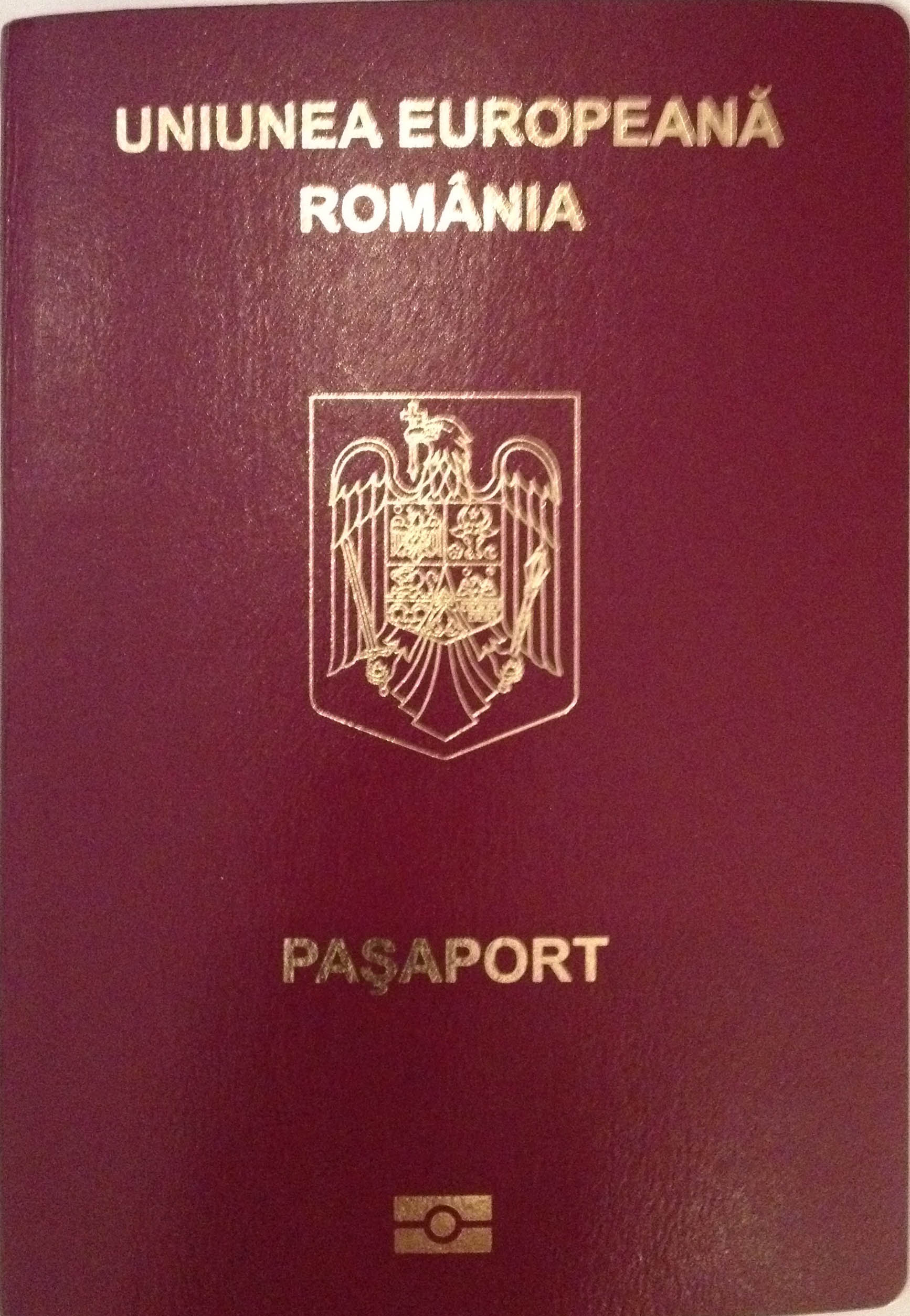
گذرنامه کشور رومانی

گذرنامهٔ رومانیایی یک مدرک سفر بین‌المللی است که توسط کشور رومانی صادر می‌شود و بنا بر داده‌های سال ۲۰۲۳، دارندگان آن می‌توانستند به ۱۷۷ کشور دیگر بدون دریافت ویزا سفر کنند یا ویزا را در بدو ورود دریافت نمایند. این گذرنامه بر اساس رتبه‌بندی شاخص گذرنامهٔ هنلی در سال ۲۰۲۳ در رتبهٔ ۱۵ قرار داشت.